# Due rrringos nel Texas
Pour plus de détails, voir Fiche technique et Distribution.
Due rrringos nel Texas est une comédie italienne sortie en 1967, réalisée par Marino Girolami.

## Synopsis
Aux États Unis, pendant la Guerre de Sécession, Franco Caterina passe ses journées à boire du whisky et à danser avec les jolies filles. Une patrouille de l'armée sudiste, sous le commandement du sergent Ciccio Stevens, cherche des volontaires, et enrôle Franco de force en l'enivrant.
Franco débute dans l'armée à la cuisine et au ménage. Un messager apporte l'ordre d'attaquer les Nordistes avec tous les hommes disponibles. Ciccio ordonne donc à Franco de seller deux chevaux pour eux deux. Or Franco tombe sur un cheval très particulier, Ciro, capable de lui parler, et qui lui révèle que cette attaque est un piège des Nordistes. Franco essaie d'en avertir le sergent Ciccio et le commandant, mais il n'est pas pris au sérieux et est emprisonné. Ciccio et ses hommes partent donc au combat, tandis que le cheval Ciro parvient à faire s'évader Franco.
Ciccio et ses hommes reviennent de la bataille décimés : les Nordistes les attendaient. Apprenant que Franco s'est évadé, Ciccio décide de le rechercher. L'ayant trouvé qui erre dans le Texas, il se rend compte lui aussi que le cheval Ciro parle, et en est tout étonné. Ils rencontrent alors un certain Bill Carson qui leur promet 1 000 dollars pour transmettre un message à une certaine Evelyne. Il s'agit d'un trésor de 200 000 dollars. Ciro sait le lieu où ce trésor est enterré et y mène Franco e Ciccio : c'est un cimetière où ils parviennent après quelques péripéties ; ils peuvent alors s'en emparer.

## Fiche technique
- Titre : Due rrringos nel Texas
- Genre : comédie
- Réalisation : Marino Girolami
- Assistant réalisateur : Renzo Girolami
- Scénario : Roberto Gianviti, Amedeo Sollazzo
- Musique : Carlo Savina
- Production : Marino Girolami pour Circus Fono Roma
- Photographie : Mario Fioretti
- Format d'image : 2.35:1
- Montage : Antonietta Zita
- Durée : 94 min
- Décors : Giorgio Desideri
- Costumes : Giorgio Desideri
- Maquillage : Rossano Caporicci
- Pays de production :  Italie
- Année de sortie : 1967
- Langue originale : italien

## Distribution
- Franco Franchi : Franco Caterina
- Ciccio Ingrassia : Ciccio Stevens
- Enio Girolami : Bruce
- Silvio Bagolini : Willy, il barista
- Gloria Paul : Evelyn, la bonne
- Livio Lorenzon : capitaine nordiste
- Hélène Chanel : Sentenza Jane, la prisonnière
- Enzo Andronico : capitaine sudiste
- Maurizio Merli : soldat nordiste
- Rossella Bergamonti : fille au bal